# Oligotrichum croceum
Oligotrichum croceum là một loài Rêu trong họ Polytrichaceae. Loài này được (Mitt.) Kindb. mô tả khoa học đầu tiên năm 1888.